# Leucactinia
Leucactinia es un género monotípico de plantas fanerógamas perteneciente a la familia de las asteráceas. Su única especie, Leucactinia bracteata, es originaria de México en el Estado de Nuevo León.

## Taxonomía
Leucactinia bracteata fue descrita por (S.Watson) Rydb. y publicado en North American Flora 34(2): 180. 1915.
Sinonimia
- Dyssodia bracteata (S.Watson) S.F.Blake
- Pectis bracteata S.Watson basónimo[3]